# Тайна бродячего цирка
Тайна бродячего цирка — пятая книга в серии Великолепная пятёрка британского автора Энид Блайтон, опубликованная Hodder and Stoughton. В книге есть персонаж-циркач по имени Нобби, чье имя было изменено на Нед, когда издательство Hodder Children's Books внесло обширные редакторские правки в серию книг Великолепная пятёрка.

## Сюжет
Великолепная пятёрка отдыхают в семейном доме Джулиана, Дика и Энн. Они знакомятся с осиротевшим циркачом Недом, который стал владельцем конного циркового каравана. Это вдохновляет Джорджа предложить отпуск с караванингом, на что родители Джулиана соглашаются и арендуют два каравана для детей.
Они отправляются на озеро Мерран, где снова знакомятся с Недом и встречают разных цирковых животных. Пятеро разбивают лагерь на склоне холма, к большому неудовольствию опекуна Неда, Тигра Дэна (которого Нед называет Дядей Дэном) и акробата по имени Лу, которые хотят, чтобы они ушли. Один из детских караванов находится прямо над входом в сеть пещер, где Тигр Дэн и Лу спрятали украденные ценности.
С помощью Неда, Тимми и шимпанзе по имени Понго четверо детей умудряются перехитрить мошенников. После ареста преступников Нед покидает цирк, чтобы жить с парой местных фермеров и присматривать за их лошадьми.

## Персонажи
- Джордж (полное имя Джорджина) — пацанка
- Джулиан — мальчик, старший из четверых
- Дик — мальчик
- Энн — девочка, младший из четверых
- Тимми (полное имя Тимоти) — собака

### Члены семьи
- Дядя Квентин — отец Джорджа, дядя Джулиана, Дика и Энн
- Тетя Фанни — мать Джорджа, тетя Джулиана, Дика и Энн

### Участники цирка
- Нед (первоначально Нобби) — цирковой мальчик
- Тигр Дэн — главный клоун цирка, опекун Нобби
- Лу (настоящее имя Льюис Оллбург) — акробат, друг Тигра Дэна
- Понго — шимпанзе